# Xorides maculipennis
Xorides maculipennis är en stekelart som först beskrevs av Smith 1859.  Xorides maculipennis ingår i släktet Xorides och familjen brokparasitsteklar. Inga underarter finns listade i Catalogue of Life.